# Grosville
Grosville és un municipi francès situat al departament de la Manche i a la regió de Normandia. L'any 2007 tenia 683 habitants.

## Demografia

### Població
El 2007 la població de fet de Grosville era de 683 persones. Hi havia 262 famílies de les quals 64 eren unipersonals (32 homes vivint sols i 32 dones vivint soles), 85 parelles sense fills, 97 parelles amb fills i 16 famílies monoparentals amb fills.
La població ha evolucionat segons el següent gràfic:
Habitants censats

### Habitatges
El 2007 hi havia 306 habitatges, 266 eren l'habitatge principal de la família, 20 eren segones residències i 19 estaven desocupats. Tots els 303 habitatges eren cases. Dels 266 habitatges principals, 225 estaven ocupats pels seus propietaris, 32 estaven llogats i ocupats pels llogaters i 8 estaven cedits a títol gratuït; 10 tenien dues cambres, 50 en tenien tres, 91 en tenien quatre i 115 en tenien cinc o més. 233 habitatges disposaven pel capbaix d'una plaça de pàrquing. A 103 habitatges hi havia un automòbil i a 134 n'hi havia dos o més.

### Piràmide de població
La piràmide de població per edats i sexe el 2009 era:
| Homes | Edats   | Dones |
| ----- | ------- | ----- |
| 0     | 95 o +  | 0     |
| 0     | 90 a 94 | 0     |
| 0     | 85 a 89 | 0     |
| 4     | 80 a 84 | 0     |
| 4     | 75 a 79 | 16    |
| 16    | 70 a 74 | 28    |
| 16    | 65 a 69 | 20    |
| 24    | 60 a 64 | 4     |
| 12    | 55 a 59 | 12    |
| 32    | 50 a 54 | 12    |
| 28    | 45 a 49 | 24    |
| 24    | 40 a 44 | 44    |
| 32    | 35 a 39 | 12    |
| 12    | 30 a 34 | 20    |
| 20    | 25 a 29 | 16    |
| 8     | 20 a 24 | 16    |
| 44    | 15 a 19 | 20    |
| 32    | 10 a 14 | 8     |
| 12    | 5 a 9   | 20    |
| 16    | 0 a 4   | 12    |

## Economia
El 2007 la població en edat de treballar era de 442 persones, 314 eren actives i 128 eren inactives. De les 314 persones actives 295 estaven ocupades (168 homes i 127 dones) i 19 estaven aturades (8 homes i 11 dones). De les 128 persones inactives 44 estaven jubilades, 42 estaven estudiant i 42 estaven classificades com a «altres inactius».

### Ingressos
El 2009 a Grosville hi havia 268 unitats fiscals que integraven 687 persones, la mediana anual d'ingressos fiscals per persona era de 15.445 €.

### Activitats econòmiques
Dels 16 establiments que hi havia el 2007, 2 eren d'empreses de fabricació d'altres productes industrials, 5 d'empreses de construcció, 4 d'empreses de comerç i reparació d'automòbils, 1 d'una empresa d'hostatgeria i restauració, 1 d'una empresa financera i 3 d'empreses classificades com a «altres activitats de serveis».
Dels 9 establiments de servei als particulars que hi havia el 2009, 1 era un taller de reparació d'automòbils i de material agrícola, 2 fusteries, 2 electricistes, 3 perruqueries i 1 restaurant.
L'únic establiment comercial que hi havia el 2009 era una botiga de menys de 120 m².
L'any 2000 a Grosville hi havia 33 explotacions agrícoles que ocupaven un total de 870 hectàrees.

## Equipaments sanitaris i escolars
El 2009 hi havia una escola elemental integrada dins d'un grup escolar amb les comunes properes formant una escola dispersa.

## Poblacions més properes
El següent diagrama mostra les poblacions més properes.